# Центр безпеки комунікацій
Центр безпеки комунікацій (англ. Communications Security Establishment Canada, CSEC або CSE, фр. Centre de la sécurité des télécommunications Canada, CSTC або CST) — спецслужба Канади, підрозділ Міністерства національної оборони, яка відповідає за зовнішню радіоелектронну розвідку, захист урядових електронних інформаційних і комунікаційних мереж і криптографію. Штаб-квартира розташована в Оттаві, й займає кілька будівель, включаючи Edward Drake Building і сусіднє з ним Sir Leonard Tilley Building.
У зв'язку з швидким зростанням чисельності персоналу спецслужби після терактів 11 вересня 2001 року в 2011 році почалося будівництва нового корпусу штаб-квартири CSEC площею 72 000 м² і вартістю 880 млн. канадських доларів. Нова будівля будується на південно-сході Оттави, безпосередньо на захід від будівлі штаб-квартири Служби безпеки і розвідки.

## Історія
В червні 1941 року в якості філіалу Національної дослідницької ради Канади був створений так званий Дослідницький відділ (англ. Examination Unit) — громадянська служба радіоперехвату, першочерговим завданням якої був перехват комунікацій уряду Віші і нацистської Німеччини. Головний пункт перехоплення Відділу розташувався в Отаві, неподалік від резиденції прем'єр-міністра. Крім того, в радіоперехваті була задіяна станція Королівського канадського корпусу радіорозвідки в Отаві, і база канадських військових сил Лейтрим, розташована на південь від Отави — найстаріша станція радіоелектронної розвідки Канади. Після вступу Японії в Другу світову війну в коло задач відділу було включено перехват і дешифрування японських комунікацій. Чисельність персоналу Відділу, за оцінками, складала 45 чоловік.
Після закінчення Другої світової війни, у вересні 1945 року президент США Гаррі Трумен заявив, що дуже важливо, щоб операції радіоелектронної розвідки (Канада) продовжувалися і в мирний час. В зв'язку з цим дослідницький відділ в 1946 році перейменований в Комунікаційну групу (англ. Communications Branch), з цього моменту відстежується офіційна історія CSEC. У 1946 року чисельність персоналу Групи зв'язку була доведена до 75 співробітників.
Сам факт існування організації і зібрана їй інформація залишалися в секреті протягом 38 років, поки в 1974 році CBC у своїй телепрограмі The Fifth Estate не зробила існування спецслужби надбанням гласності, і в результаті запиту Палати громад Канади Уряд Канади визнав факт існування організації. У 1975 році CSEC була підпорядкована Міністерству національної оборони Канади.
У період холодної війни CSEC постійно вело збір даних про збройні сили Радянського Союзу. Крім цього, CSEC є основним оператором радіоелектронної розвідки Канади і національним криптографічним агентством, а також надає уряду Канади послуги в сфері інформаційна безпека захисту інформації і інформаційних інфраструктур.
На початку 2008 року відповідно до федеральної програми ідентичності уряду Канади, яка вимагає, щоб всі федеральні відомства країни мали в своїй назві слово «Канада», Центр безпеки комунікацій отримав назву Центр безпеки комунікацій Канади (англ. Communications Security Establishment Canada, фр. Centre de la sécurité des télécommunications Canada, CSTC).

## Завдання
CSEC займає унікальне місце в канадському розвідувальному співтоваристві, веде роботу в сфері шифрування і злому шифрів (криптоаналізу), забезпечує інформаційну безпеку структур уряду Канади й здійснює радіоелектронну розвідку. Також забезпечує технічну й оперативну допомогу Королівській канадській кінній поліції і іншим федеральним правоохоронним органам та силовим структурам, в тому числі Канадській береговій охороні й Канадській адміністрації безпеки повітряного транспорту.

### Радіоелектронна розвідка
CSEC здійснює радіоелектронну розвідку відповідно до вимог канадського уряду. База канадських Збройних Сил Лейтрім — головний пункт радіоелектронної розвідки в південній частині Оттави, спеціалізується на перехопленні електронних повідомлень, що направляються до дипломатичних представництв в Оттаві з них. Інші станції радіоелектронної розвідки — база канадських Збройних Сил Гандер в Ньюфаундленді, база канадських Збройних Сил Массет, Британська Колумбія (в режимі дистанційного керування від бази Лейтрім) і база канадських Збройних Сил Алерт в Нунавуті.
У сфері радіоелектронної розвідки CSEC співпрацює з аналогічними службами США, Великої Британії, Австралії і Нової Зеландії (так звані «П'ять очей»). Під час холодної війни основний інтерес CSEC представляла інфраструктура й військові операції Радянського Союзу. Після розпаду СРСР уряд Канади у веденні радіоелектронної розвідки приділяє увагу широкому спектру політичних, оборонних питань, проблемам міжнародної безпеки, включаючи боротьбу з тероризмом.

#### Устаткування для злому кодів
Можливості по злому кодів у CSEC істотно скоротилися в 1960-ті -1970-ті роки, але з придбанням модифікованого суперкомп'ютера Cray X-MP/11, встановленого в штаб-квартирі спецслужби в березні 1985 року, і прийому в штат команди криптоаналітиків, значно зросли. На початку 1990-х CSEC придбав суперкомп'ютер FPS-522 EA за $ 1,6 млн. Цьому комп'ютеру був зроблений апгрейт до Cray S-MP superserver, після того як Cray придбав систему з плаваючою точкою в грудні 1991 року й використовував операційну систему Folklore, що поставляється АНБ США.. Всі ці комп'ютери в даний час не використовуються в CSEC. Про комп'ютери, які використовуються в спецслужбі в даний час, достовірних даних немає. Висловлювалися припущення, що CSEC може використовувати деякі моделі з лінійки, що включає Cray SX-6 (початок 2000-х), Cray X1 (2003, розробка, частково фінансується АНБ), Cray XD1 (2004), Cray XT3, Cray XT4 (2006), Cray XMT (2006) і Cray CX1 (2008).

### IT-безпека
Програма інфобезпеки CSEC (раніше відома як «захист комунікацій» (англ. ommunications security)) виросла з необхідності захисту конфіденційної інформації різних урядових установ, зокрема, Міністерства закордонних справ і міжнародної торгівлі, канадської прикордонної служби та Королівської канадської кінної поліції.
Програма інфобезпеки CSEC високо оцінена в міжнародному масштабі. CSEC також веде науково-дослідну діяльність в областях, пов'язаних з безпекою комунікацій.

## Ешелон
З 1948 Канада приєдналася до договору UKUS SIGINT і є, поряд з АНБ США, Центром урядового зв'язку Великої Британії, Управлінням радіотехнічної оборони Австралії і Службою безпеки урядових комунікацій Нової Зеландії, оператором глобальної системи радіоелектронної розвідки Ешелон. Можливості системи Ешелон включають в себе контроль світових електронних комунікацій (телефон, факс і інтернет-трафік). Перехоплені дані, або «словники», зводяться в єдину базу даних за допомогою масиву потужних комп'ютерів, відомого як «Платформа».

## Скандали
Колишній співробітник CSEC Майк Фрост в 1994 році видав книгу Spyworld, в якій стверджував, що його відомство вело стеження за Маргарет Трюдо, дружиною прем'єр-міністра Канади П'єра Трюдо, щоб дізнатися, чи курить вона марихуану, а також за двома колишніми міністрами кабінету Маргарет Тетчер в Лондоні від імені спецслужб Великої Британії.
У 1996 році в ЗМІ з'явилися повідомлення, що CSEC відстежувало всі комунікації між штаб-квартирою міністерства оборони Канади і Сомалі з приводу вбивства Ароні Шідане, й мало місце приховування запиту Сомалі за фактом вбивства двох беззбройних сомалійців канадськими солдатами.
У 2006 році монреальска телекомпанія CFCF-DT в програмі On Your Side показала документальний фільм в трьох частинах про CSEC, назвавши його «найтаємнішим шпигунським агентством Канади» і зазначивши, що це надсекретне агентство стало надзвичайно потужним, провідним моніторингом телефонних дзвінків, електронної пошти, Інтернет-чатів, радіо-, мікрохвильових і супутникових передач.
У 2007 році колишній віце-губернатор провінції Онтаріо Джеймс Бартлеман заявив у відповідь на запит компанії Air India від 3 травня, що він бачив перехоплене CSEC попередження про теракт 23 червня 1985 з Boeing 747 до його скоєння. Після цього двоє колишніх співробітників CSEC заявили, що ніяких повідомлень про підготовлюваний теракт в CSEC не надходило.

### Комісари
19 червня 1996 року було створено Управління Комісарів з питань безпеки зв'язку (OCSEC) для розгляду діяльності КПС щодо дотримання чинного законодавства, прийняття та розслідування скарг щодо законності діяльності агентства та виконання спеціальних обов'язків у рамках «Закону про захист суспільних інтересів» Закон про захист інформації. Один раз на рік Комісар подає через Міністра національної оборони публічний звіт про свою діяльність та висновки до парламенту.
Станом на 2013 рік було шість комісарів:
- почесний Клод Біссон, (1996—2003)
- Високоповажні Антоніо Ламер, (2003—2006)
- Почесний Чарльз Гонтьє, (2006—2009)
- почесний Петро Корі, (2009—2010)
- Достойний Роберт Декарі (2010—2013 рр.)
- Почесний Жан-П'єр Плаф, призначений 9 жовтня 2013 року[13]

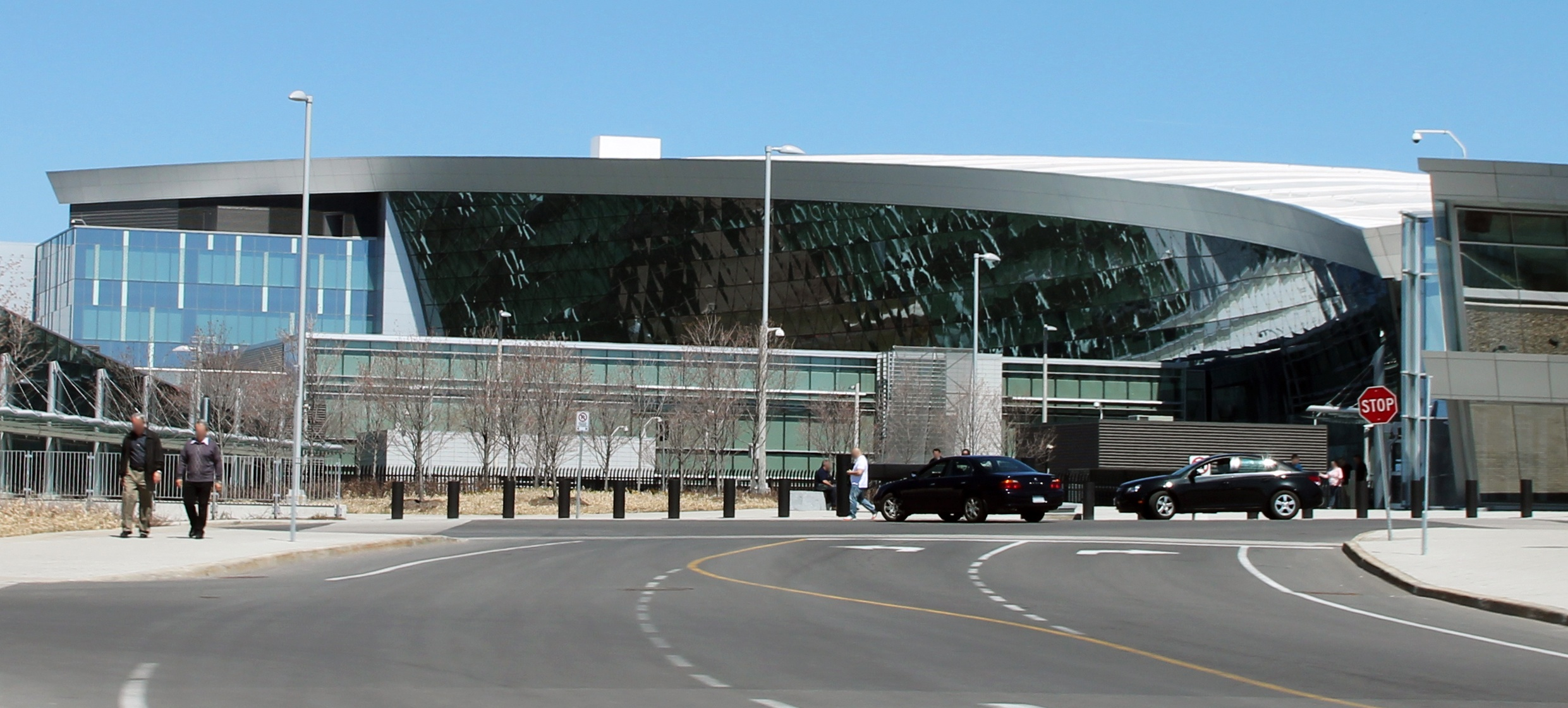
Штаб-квартира Служби безпеки зв'язку (CSE, раніше CSEC) в Оттаві, Канада

### Нові можливості
З швидким розширенням кількості персоналу ЦБК з часу нападу 11 вересня в США, ЦБК побудував нові об'єкти, що обійшлись в 1,2 млрд доларів США, площею 72 000 кв. м. Приміщення було побудовано в східній частині Оттави, відразу на захід від будівлі штабу для Служби розвідки Канади. Будівництво розпочалося на початку 2011 року й було завершено в 2015 році. Плани вказують на те, що між двома закладами є надійний професійний зв'язок, що дозволяє обмін кадрів.

### Дані зв'язку
У справах канадського сенату Постійний комітет з питань національної безпеки і оборони сенату Канади, голова ЦБК Джон Адамс зазначив, що ЦБК збирає дані зв'язку, коли він заявляє, щоб законодавство не є досконалим щодо перехоплення інформації.